# Poovachal Khader
Poovachal Khader (Thiruvananthapuram, 25 de diciembre de 1948-Ib., 22 de junio de 2021) fue un compositor de películas en malayalam.
Durante su carrera de más de cinco décadas, Poovachal Khader ha trabajado con más de 400 películas y compuesto más de 1000 canciones. Kavitha, dirigida por Vijaya Nirmala y estrenada en abril de 1973, fue dirigida por I.V. Shashi lo introdujo al mundo del cine malayalam como letrista. Sus canciones en la película Kaatuvitachavan, estrenada en agosto del mismo año, marcaron un punto de inflexión. Poovachal Khader nació el 25 de diciembre de 1948 en un pueblo llamado Poovachal cerca de Kattakada en el distrito de Thiruvananthapuram. Diploma de Sri Rama Polytechnic, Valappad, Thrissur y A. de Thiruvananthapuram. METRO. I. También ha pasado el examen A. Ha escrito la letra de cientos de películas y muchas de sus obras han atraído la atención del público. Remolino, criminal, festival, estaño, Chaamaram, lagunas, cuerdas, Thalavattam, etiquetado, ya no viajará, lillippukkal, lonely, Ascent, Sri Ayyappan Marys, etc. son algunas de las películas que compuso con la letra.

## Vida temprana
El 25 de diciembre de 1948, en el distrito de Thiruvananthapuram, el pueblo puvvaccal Poovachal nació en un lugar llamado. Su verdadero nombre era Muhammad Abdul Qadir. Sus padres fueron Aboobacker Pillai y Rabiatul Adabia Beevi. METRO. La. Fue mejor conocido por su canción Akal Damayil Papam de la película Chuzhi de diciembre de 1973, compuesta por Baburaj. Khader comenzó a escribir poesía desde una edad temprana y en los primeros días escribió canciones para obras de teatro y radio. En 1974 se publicó una colección de sus poemas, " Kaliveena ", y en 2006 se publicó una colección de poemas para niños titulada "Aprende a cantar ".

## Muerte
Falleció el 22 de junio de 2021 en Thiruvananthapuram Medical College debido a la peste de Covid.

## Trabajos famosos
- Señor, vendrás a escuchar los pasos ( Chamaram )
- മനനമേ നിരയും മനനമേ ( തകര )[7]
- Shararanthal Thirithazhum ( lago y escalada)
- Silencio por la tarde carmesí (Choola)
- Tú tomaste mi nacimiento. . . Cradle to Hand ( aquí hay un arrogante)
- En algún orden de nacimiento ( rieles )
- El cielo azul esta listo para nosotros
- Ven despacio (valiente)
- Solo en la orilla del lago ( Kayam )
- രാജീവം വിടരും നിൻ മിഴികൾ (Cinturón Matthew)
- Te oí reír (fíjate en marte )
- Sin (remolino)
- നാണമാവുന്നു മേനി നോവുന്നു ( ആട്ടക്കലാശം )
- Vergüenza en las mejillas ( entre sí )
- Dr. Sare Gold Dr. Sare ( contexto )

## Fuente
1. ↑  «Malayalam lyricist Poovachal Khader passes away».
2. ↑  «Veteran Malayalam lyricist Poovachal Khader dies after COVID fight».
3. 1 2  Daily, Keralakaumudi. «Poet and lyricist Poovachal Khader passes away» (en inglés). Consultado el 22 de junio de 2021.
4. ↑  «Veteran Malayalam lyricist Poovachal Khader passes away».
5. ↑  «Veteran lyricist Poovachal Khader passes away». Consultado el 22 de junio de 2021.
6. ↑  https://www.manoramaonline.com/news/latest-news/2021/06/22/lyricist-poovachal-khader-passes-away.html
7. ↑  «പാട്ടോർമ്മ» (en മലയാളം). മാധ്യമം ആഴ്ചപ്പതിപ്പ് ലക്കം 706. 2011 സെപ്റ്റംബർ 05. Consultado el 2013 മാർച്ച് 24.

- Datos: Q7228895